# Cenușă și sânge
Cendres et sang, în engleză Ashes and Blood, iar în limba română Cenușă și sânge, este un film, coproducție Franța - România - Portugalia, în regia lui Fanny Ardant, producător fiind Tudor Giurgiu. A fost lansat pe ecrane în anul 2009, la Festivalul de la Cannes.

## Rezumat
Filmul Cendres et sang prezintă povestea lui Judith, care, trăind departe de țara de origine, a refuzat să revină în țara natală. La 10 ani de la asasinarea soțului său, Judith hotărăște să se întoarcă, renunțând la temeri și acceptând invitația pe care familia sa i-o face de a participa la o nuntă. Dar această revenire va deschide răni mai vechi...

## Fișa tehnică
- Regia: Fanny Ardant
- Producția: Tudor Giurgiu, Paulo Branco
- Scenariști: Paolo Sorrentino, Fanny Ardant; Ismail Kadare
- Operator: Gérard De Battista
- Montaj: Célia Lafitedupont

## Distribuția
- Ronit Elkabetz: Judith
- Tudor Aaron Istodor:
- Abraham Belaga: Pashko
- Marc Ruchmann:  Ismaël
- Claire Bouanich: Mira
- Fanny Ardant:
- Olga Tudorache: Venera
- Ion Besoiu:
- Răzvan Vasilescu: Samir
- Andrei Finți:
- Zoltan Butuc: Logodnicul lui Judith
- Mădălina Constantin: Ilaria
- Oana Pellea:
- Vlad Rădescu

## Legăturie externe
- Cenușă și sânge la Internet Movie Database